# 더 하스-판 알펀 효과
더 하스-판 알펀 효과(de Haas–van Alphen effect)란 금속의 자화율이 (충분히 낮은 온도, 매우 센 자기장, 결정성이 좋은 깨끗한 시료에서) 자기장의 역수에 비례하여 진동하는 양자역학적 현상이다.

## 역사
1930년 반더르 요하너스 더 하스(네덜란드어: Wander Johannes de Hass,1878-1960)와 더 하스의 학생 피터르 마리뉘스 판 알펀(네덜란드어: Pieter Marinus van Alphen, 1906–1967)이 비스무트 단결정의 자화율이 자기장에 따라 진동하는 것을 측정함으로써 더 하스-판 알펀 효과를 발견하였다. 1952년에 라르스 온사게르가 이를 이론적으로 설명하였다.

## 정의
일반적으로 금속 내 전자에 자기장이 가해지면 그 전자는 로런츠 힘을 받아 자기장에 수직인 면에서 궤도 운동(사이클로트론 운동, cyclotron motion)을 하게 된다. 하지만 양자역학에 따라 그 궤도 운동의 반지름은 특정 값들만 허용되게 되고, 각 궤도 운동의 에너지 역시 띄엄띄엄 불연속적인 값만 갖게 된다. 즉, 자기장 하에서 전자의 에너지는 란다우 준위라는 불연속적인 값이 된다. 자기장의 세기가 변할수록 란다우 준위는 변하게 되고 이로 인해서 계의 총에너지 역시 진동하게 된다. 따라서 자유 에너지의 자기장에 대한 미분값인 자화율 역시 진동하게 된다. 여기서 자화율을 자기장의 역수에 대한 함수로 보게 되면, 특정한 주기를 갖고 자화율이 진동함을 뚜렷이 알 수 있다.
이런 주기적인 진동의 근원에 대해 3차원 자유 전자에 대해 좀 더 깊이 살펴보자. 자기장이 없고 절대 영도인 위상 공간에서 전자들은 페르미 면(Fermi surface) 안까지 고르게 분포하며 연속적인 에너지값을 갖는다. 하지만 자기장이 가해지면 위상 공간에서 전자들은 튜브 모양의 에너지면(란다우 튜브, Landau tube)을 띄엄띄엄 형성하게 된다. 이렇게 위상 공간에서 란다우 튜브를 이루며 양자화된 각 에너지 면들은 자기장의 세기가 세질수록 각 란다우튜브에 축퇴된 전자의 개수는 늘어나고, 튜브들 사이의 간격 또한 늘어나면서 페르미 면 밖으로 란다우 튜브들이 바깥 것부터 차례대로 밀려 나가게 된다. 여기서 계의 총에너지는 페르미 면 안에 양자화된 란다우 튜브들과 각 튜브에 축퇴되어 있는 전자의 개수로부터 결정되게 되는데, 이것들이 자기장에 따라 변하기 때문에 자화율이 진동하게 된다. 특히 란다우 튜브가 페르미 면을 지날 때 전자의 상태 밀도(density of state)가 크게 증가하게 되어, 자기장을 변화시킬 때 란다우튜브들이 페르미 면을 어느 정도 간격을 갖고 지나는가에 따라 진동의 주기가 결정된다.
란다우 튜브들이 페르미 면을 지날 때를 시작과 끝으로 진동의 주기가 결정되기 때문에 자화율 진동의 이 주기를 측정함으로써 페르미 면을 자기장에 수직으로 자른 단면넓이의 극값을 알 수 있다.

## 실험
더 하스-판 알펀 진동이 뚜렷이 관측되기 위해서는 에너지면들 사이의 간격이 온도나 산란의 의한 에너지 퍼짐보다 매우 커 란다우 튜브가 명확히 형성되어야 한다. 따라서 극저온(5 켈빈 이하), 고자기장(10 테슬라 이상), 결정성이 좋은 매우 깨끗한 시료가 필요하다.
더 하스-판 알펀 실험은 자기장에 수직인 페르미면의 극단면적 및 금속 내 전자의 유효 질량(effective mass)과 그 평균자유거리(mean free path) 등을 알 수 있는 유용한 실험 방법이다.